# Prior
Een prior of priorin/priores (van het Latijn = eerste) is de titel van de kloosteroverste in verschillende religieuze orden (augustijnen, dominicanen, karmelieten, kartuizers, e.a.). Een klooster (en de daarbij horende kerk) onder het bestuur van een prior wordt dan een priorij genoemd.
In andere ordes en congregaties is de prior de onderoverste van een klooster, onder de abt.
In enkele orden (benedictijnen, cisterciënzers, norbertijnen) wordt een onderscheid gemaakt tussen een prior claustralis en een prior conventualis; de eerste is geheel afhankelijk van de abt, die de eigenlijke bestuurder van het klooster is, de laatste treedt op als zelfstandig leider van een klooster dat (nog) niet tot abdij is verheven en eveneens een priorij wordt genoemd.
De aanspreekvorm voor een prior is "wel- of zeereerwaarde pater".
Men vindt priors en priorinnen/prioressen in de kloosterorden maar ook in de Ridderlijke Orden als de Orde van Malta komen priores en grootpriores voor.